# Grzegorz Napieralski
Grzegorz Bernard Napieralski (ur. 18 marca 1974 w Szczecinie) – polski polityk i politolog, przewodniczący Sojuszu Lewicy Demokratycznej (2008–2011), poseł na Sejm IV, V, VI, VII, IX i X kadencji (2004–2015, od 2019), senator IX kadencji (2015–2019). Kandydat na urząd prezydenta RP w wyborach w 2010.

## Życiorys

### Młodość i wykształcenie
Syn Bernarda Napieralskiego, etatowego instruktora w szczecińskim Komitecie Wojewódzkim PZPR. Uczęszczał do Szkoły Podstawowej nr 1, a następnie do Technikum Mechanicznego. W 2000 ukończył studia politologiczne na Wydziale Humanistycznym Uniwersytetu Szczecińskiego, uzyskując tytuł zawodowy magistra nauk politycznych z dwiema specjalizacjami: w zakresie integracji europejskiej oraz administracji i marketingu politycznego.

### Działalność zawodowa i polityczna
W latach 1994–1995 był pracownikiem technicznym w Zakładach Graficznych „Kema”. W latach 1998–1999 pracował na stanowisku kierownika ds. promocji w firmie „Reemtsma Polska”. W 1998 bez powodzenia kandydował na radnego Szczecina. Od 1999 do 2001 był sekretarzem wojewódzkiego biura parlamentarno-samorządowego. W latach 2002–2004 pełnił funkcję doradcy wojewody w Zachodniopomorskim Urzędzie Wojewódzkim. W latach 2002–2004 zasiadał w radzie miejskiej Szczecina.
W latach 1995–1999 był sekretarzem szczecińskiej Socjaldemokracji Rzeczypospolitej Polskiej. Od 1999 pełnił funkcję przewodniczącego rady wojewódzkiej Sojuszu Lewicy Demokratycznej i sekretarza rady krajowej. Od 6 marca 2004 do 29 maja 2005 był wiceprzewodniczącym Sojuszu Lewicy Demokratycznej, 29 maja 2005 powołano go na stanowisko sekretarza generalnego tej partii. 31 maja 2008 został wybrany na przewodniczącego SLD, uzyskując 231 głosów na 450 zgromadzonych na kongresie delegatów.
W wyborach parlamentarnych w 2001 bez powodzenia kandydował do Sejmu. W czerwcu 2004 objął mandat poselski w miejsce Bogusława Liberadzkiego (wybranego do Parlamentu Europejskiego). Na posła został wybrany ponownie w wyborach parlamentarnych w 2005 z listy SLD w okręgu szczecińskim. W wyborach parlamentarnych w 2007 po raz trzeci został posłem, kandydując z listy koalicji Lewica i Demokraci i otrzymując 29 585 głosów.
22 kwietnia 2008 został posłem klubu Lewica. 17 czerwca 2009 został wybrany na jego przewodniczącego, zastępując wybranego do Parlamentu Europejskiego Wojciecha Olejniczaka. Pod koniec września 2010 klub został przemianowany na KP Sojuszu Lewicy Demokratycznej.
22 kwietnia 2010 został ogłoszony kandydatem w przyspieszonych wyborach prezydenckich w tym samym roku, po śmierci Jerzego Szmajdzińskiego w katastrofie lotniczej. 6 maja 2010 został zarejestrowany jako kandydat przez PKW. Szefem sztabu wyborczego Grzegorza Napieralskiego został Marek Wikiński, zaś na czele komitetu honorowego stanął Aleksander Kwaśniewski. Kandydaturę Grzegorza Napieralskiego wsparły Partia Regionów (27 kwietnia 2010), generał Wojciech Jaruzelski (7 maja 2010), Unia Pracy (15 maja 2010) oraz Stowarzyszenie Ordynacka (15 maja 2010).
20 maja 2010 został powołany przez tymczasowo wykonującego obowiązki Prezydenta RP Bronisława Komorowskiego w skład Rady Bezpieczeństwa Narodowego.
W wyborach prezydenckich w 2010 Grzegorz Napieralski kandydował na urząd Prezydenta RP; w I turze zdobył 2 299 870 głosów (13,68%), zajmując 3. miejsce spośród 10 kandydatów.
W 2011 kandydował w wyborach parlamentarnych z 1. miejsca na liście komitetu wyborczego Sojuszu Lewicy Demokratycznej w okręgu wyborczym nr 41 w Szczecinie i uzyskał mandat poselski. Oddano na niego 23 940 głosów (6,28% głosów oddanych w okręgu). SLD w tych wyborach uzyskał najsłabszy wynik wyborczy w swojej historii. Grzegorz Napieralski zrezygnował następnie z kierowania partią, 10 grudnia 2011 zastąpił go Leszek Miller. W związku z tym 27 grudnia tego samego roku odwołano go ze składu RBN. 9 stycznia 2015 został zawieszony w prawach członka SLD. Uznał jednak tę decyzję za nielegalną, pozywając przewodniczącego partii do sądu powszechnego. 30 marca tego samego roku został zawieszony przez sąd partyjny na 3 lata w wykonywaniu funkcji partyjnych. 22 czerwca został odwieszony przez sąd partyjny. Pięć dni później wystąpił jednak z SLD. 29 czerwca wraz z Andrzejem Rozenkiem ogłosił powstanie partii Biało-Czerwoni, której przewodniczącą została Aleksandra Popławska.
W wyborach w 2015 wystartował do Senatu z ramienia Platformy Obywatelskiej w okręgu nr 98. Uzyskał mandat senatora IX kadencji, otrzymując 56 112 głosów. Do końca lipca 2019 pozostawał senatorem niezrzeszonym. Na początku sierpnia, po ogłoszeniu jego startu do Sejmu w wyborach w tym samym roku z listy Koalicji Obywatelskiej, został członkiem klubu PO-KO. W wyborach, startując z rekomendacji Inicjatywy Polska, uzyskał mandat posła IX kadencji, otrzymując 11 766 głosów.
W 2023 z powodzeniem ubiegał się o poselską reelekcję z wynikiem 7239 głosów. Został następnie członkiem Platformy Obywatelskiej.

## Wyniki w wyborach ogólnopolskich
| Wybory | Komitet wyborczy | Komitet wyborczy                                                              | Organ             | Okręg        | Wynik              |
| ------ | ---------------- | ----------------------------------------------------------------------------- | ----------------- | ------------ | ------------------ |
| 2001   |                  | Sojusz Lewicy Demokratycznej – Unia Pracy                                     | Sejm IV kadencji  | nr 41        | 4432 (1,31%)       |
| 2005   |                  | Sojusz Lewicy Demokratycznej                                                  | Sejm V kadencji   | nr 41        | 14 673 (4,76%)     |
| 2007   |                  | Lewica i Demokraci                                                            | Sejm VI kadencji  | nr 41        | 29 585 (6,74%)     |
| 2010   |                  | KW Kandydata na Prezydenta Rzeczypospolitej Polskiej Grzegorza Napieralskiego | Prezydent RP      | Prezydent RP | 2 299 870 (13,68%) |
| 2011   |                  | Sojusz Lewicy Demokratycznej                                                  | Sejm VII kadencji | nr 41        | 23 940 (6,28%)     |
| 2015   |                  | Platforma Obywatelska                                                         | Senat IX kadencji | nr 98        | 56 112 (30,32%)    |
| 2019   |                  | Koalicja Obywatelska                                                          | Sejm IX kadencji  | nr 41        | 11 766 (2,50%)     |
| 2023   | Sejm X kadencji  | Koalicja Obywatelska                                                          | 7239 (1,31%)      | nr 41        |                    |

## Życie prywatne
Żonaty (żona Małgorzata), ma dwie córki – Aleksandrę i Alicję. Deklaruje się jako ateista.